# Itayanagi
Itayanagi (板柳町; Itayanagi-machi) és un poble del Japó situat a la prefectura d'Aomori.